# Türkmenistanyň Milli Olimpiýa komiteti
Das Türkmenistanyň Milli Olimpiýa komiteti (russisch Национальный олимпийский комитет Туркменистана, dt.: Turkmenisches Nationales Olympisches Komitee) ist ein Sportverband und das Nationale Olympische Komitee für Turkmenistan. Es wurde 1990 gegründet und 1993 beim IOC registriert.
Der Sitz befindet sich in der turkmenischen Hauptstadt Aşgabat. Das Komitee ist Mitglied im Internationalen Olympischen Komitee, im Olympic Council of Asia und anderer internationaler Sportorganisationen. Es ist verantwortlich für die Förderung und Entwicklung des Sports in Turkmenistan.

## Sportgeschichte
Turkmenistan nahm als unabhängiger Staat erstmals 1996 an den Olympischen Spielen in Atlanta teil und hat seitdem zu allen Olympischen Spielen Sportler geschickt.
Zuvor traten turkmenische Athleten als Teil der Mannschaft der Sowjetunion bei den Olympischen Spielen an, und nach dem Zusammenbruch der Sowjetunion war Turkmenistan bei den Olympischen Spielen 1992 (Barcelona) Teil des Vereinten Teams. Die erste Medaille  überhaupt wurde bei den Olympischen Sommerspielen 2020 in Tokio von Polina Gurýewa für Turkmenistan errungen. Die Gewichtheberin gewann Silber in der Gewichtsklasse bis 59 Kilogramm.

## Ziele
Das Hauptziel des NOKT ist die Entwicklung und der Schutz der Olympischen Bewegung in Turkmenistan auf der Grundlage der Olympischen Charta.

## Leitung
- Präsident: Serdar Berdimuhamedow[4]

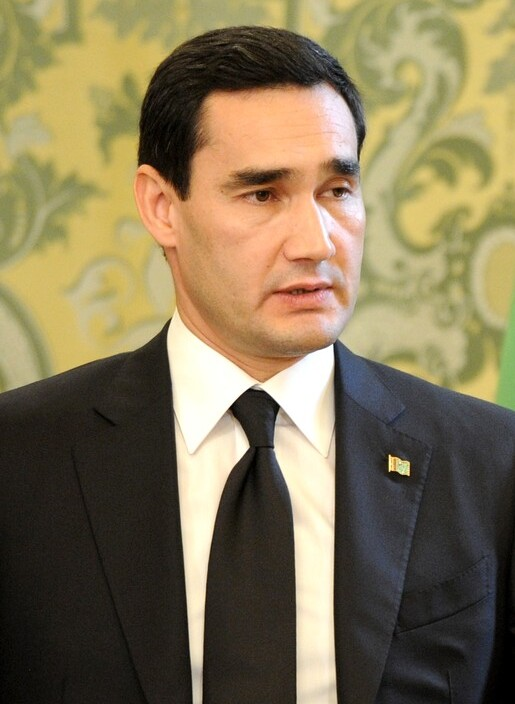
Präsident des NOKT: Serdar Berdimuhamedow

- Vizepräsident: Gulmyrat Agamuradow
- Generalsekretär: Ata Akmammedow